# 一角兽
一角獸，是台灣傳說中的妖怪，棲息在高山，看到這種動物，表示要發生大風暴或地震。

## 傳說
17世紀初，荷蘭東印度公司的艾利‧利邦（Elie Ripon）上尉，在日記中記錄曾目擊棲息在南部高山的一角獸。當地居民告訴他，看到這種動物不是好預兆，表示要發生大風暴或地震。之後，確實發生了大地震，造成城堡三處倒塌。這種幻獸，擁有預言（或操控）大風暴與地震的神奇能力。